# Cot Trueng
Cot Trueng is een bestuurslaag in het regentschap Aceh Utara van de provincie Atjeh, Indonesië. Cot Trueng telt 714 inwoners (volkstelling 2010).